# Rahim Ememi
Rahim Ememi (* 17. Mai 1982) ist ein iranischer Straßenradrennfahrer.
Rahim Ememi wurde 2009 und 2014 wurde iranischer Meister im Straßenrennen. Er gewann mehrere internationale Radrennen, darunter die Gesamtwertungen der Etappenrennen Le Tour de Filipinas und zweimal der Tour of Fuzhou.
2011 war sein Dopingtest bei der Türkei-Rundfahrt positiv auf Clenbuterol und er wurde für zwei Jahre gesperrt.

## Erfolge
2009
- Iranischer Meister – Straßenrennen

2011
- Gesamtwertung und zwei Etappen Le Tour de Filipinas
- zwei Etappen International Presidency Tour

2013
- eine Etappe Banyuwangi Tour de Ijen
- Gesamtwertung und eine Etappe Tour of Fuzhou

2014
- Iranischer Meister – Straßenrennen
- eine Etappe Tour de Singkarak
- eine Etappe Tour of Iran

2015
- eine Etappe Tour of Japan
- Gesamtwertung Tour of Fuzhou

2016
- eine Etappe Tour de Singkarak
- eine Etappe Jelajah Malaysia
- Gesamtwertung, Bergwertung, Bester Asiate und zwei Etappen Tour of Fuzhou

## Teams
- 2008 Tabriz Petrochemical Team

- 2010 Giant Asia Racing Team (ab 1. Juli)
- 2011 Azad University

- 2013 RTS-Santic Racing Team (ab 1. Juli)
- 2014 Pishgaman Yazd
- 2015 Pishgaman Giant Team
- 2016 Pishgaman Giant Team